# Piazzale Michelangelo

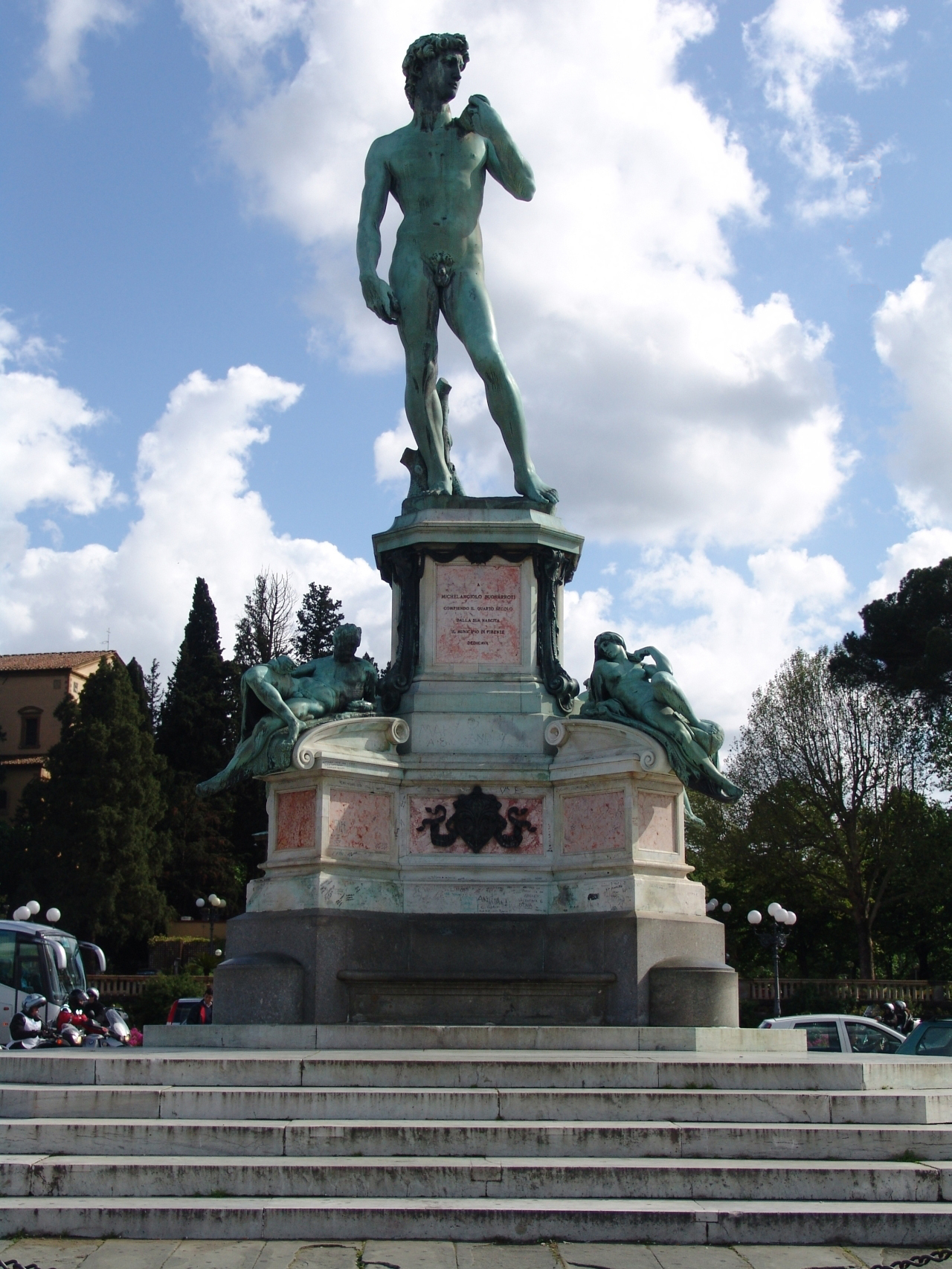
La copia del David de Miguel Ángel en el centro de la plaza.

El Piazzale Michelangelo es una plaza situada en Florencia, Italia, siendo el punto de observación más famoso del panorama de la ciudad, reproducido en innumerables postales y de visita obligada para los turistas.

## Historia y descripción
Fue construido en 1869 según el diseño del arquitecto Giuseppe Poggi en una colina justo al sur del centro histórico, como finalización de las obras de remodelación de la orilla izquierda del Arno. Desde aquel año Florencia era capital de Italia y toda la ciudad estaba inmersa en una renovación urbanística, el llamado Risanamento, o el renacimiento burgués de la ciudad: se crearon los lungarni; en la orilla derecha, en el lugar de las murallas del siglo XIV, se abrió la Circunvalación a la manera de los boulevards; en la orilla izquierda se trazó, atravesando la colina de San Miniato, el Viale dei Colli, una calle panorámica arbolada de unos 8 kilómetros de longitud, en cuya cima se construyó el Piazzale Michelangelo, como terraza panorámica privilegiada sobre la ciudad. El periodista italiano Pietro Coccoluto Ferrigni (conocido con el pseudónimo “Yorick”) describió detalladamente su rápida construcción y también informó de que una parte de los florentinos criticó "el excesivo coste" de las obras.
Entre 1890 y 1935 atravesó la zona el tranvía del Chianti, que unía Florencia con San Casciano Val di Pesa y Greve in Chianti.

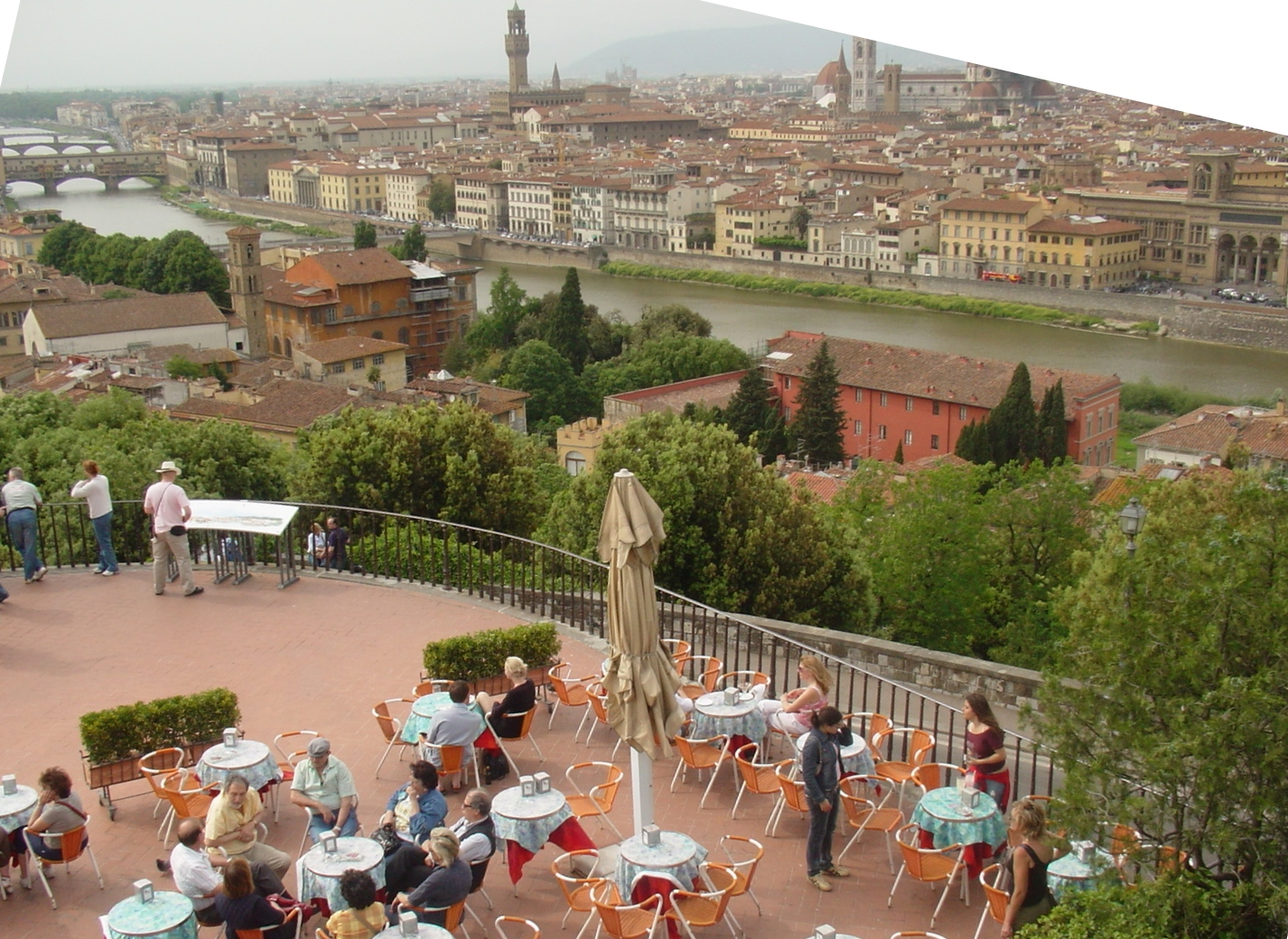
Plazoleta debajo del Piazzale Michelangelo.

La plaza, dedicada al gran artista renacentista Miguel Ángel, contiene copias de algunas de sus obras famosas conservadas en Florencia: el David y las cuatro alegorías de las Cappelle Medicee de San Lorenzo. Estas copias se realizaron en bronce, mientras que los originales son todos de mármol blanco. El monumento fue llevado a la plaza por nueve pares de bueyes el 25 de junio de 1873.
Poggi diseñó también la logia de estilo neoclásico que domina toda la terraza y que hoy alberga un restaurante panorámico. Se construyó para albergar un museo de las obras de Miguel Ángel, pero este museo nunca se construyó. En el muro de la terraza, situada bajo la logia, hay una inscripción que recuerda su obra: Giuseppe Poggi architetto fiorentino volgetevi attorno ecco il suo monumento MCMXI.
Las vistas incluyen el centro histórico de Florencia, desde el Forte Belvedere hasta la Santa Croce pasando per los lungarni y los puentes de Florencia, sobre todo el Ponte Vecchio; destacan el Duomo, el Palazzo Vecchio, el Bargello y el campanario octogonal de la Badia Fiorentina, sin olvidar las colinas opuestas al norte de la ciudad, con Fiesole y Settignano al centro.
Se puede acceder a la plaza en automóvil por el Viale Michelangelo, construido en los mismos años, o a pie subiendo las escalinatas monumentales llamadas Rampe del Poggi desde Piazza Poggi en el barrio de San Niccolò.

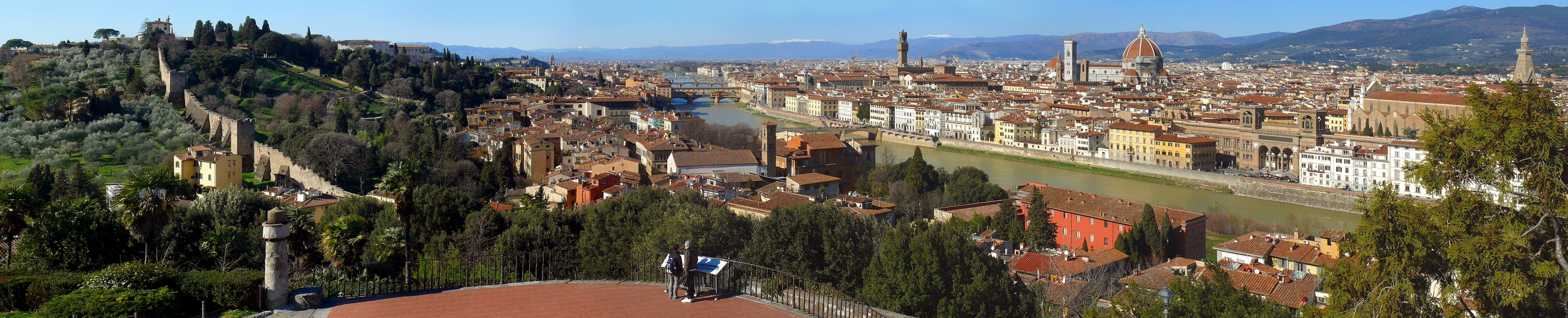
Vistas de Florencia desde el Piazzale Michelangelo.